# 바쿨로바이러스과

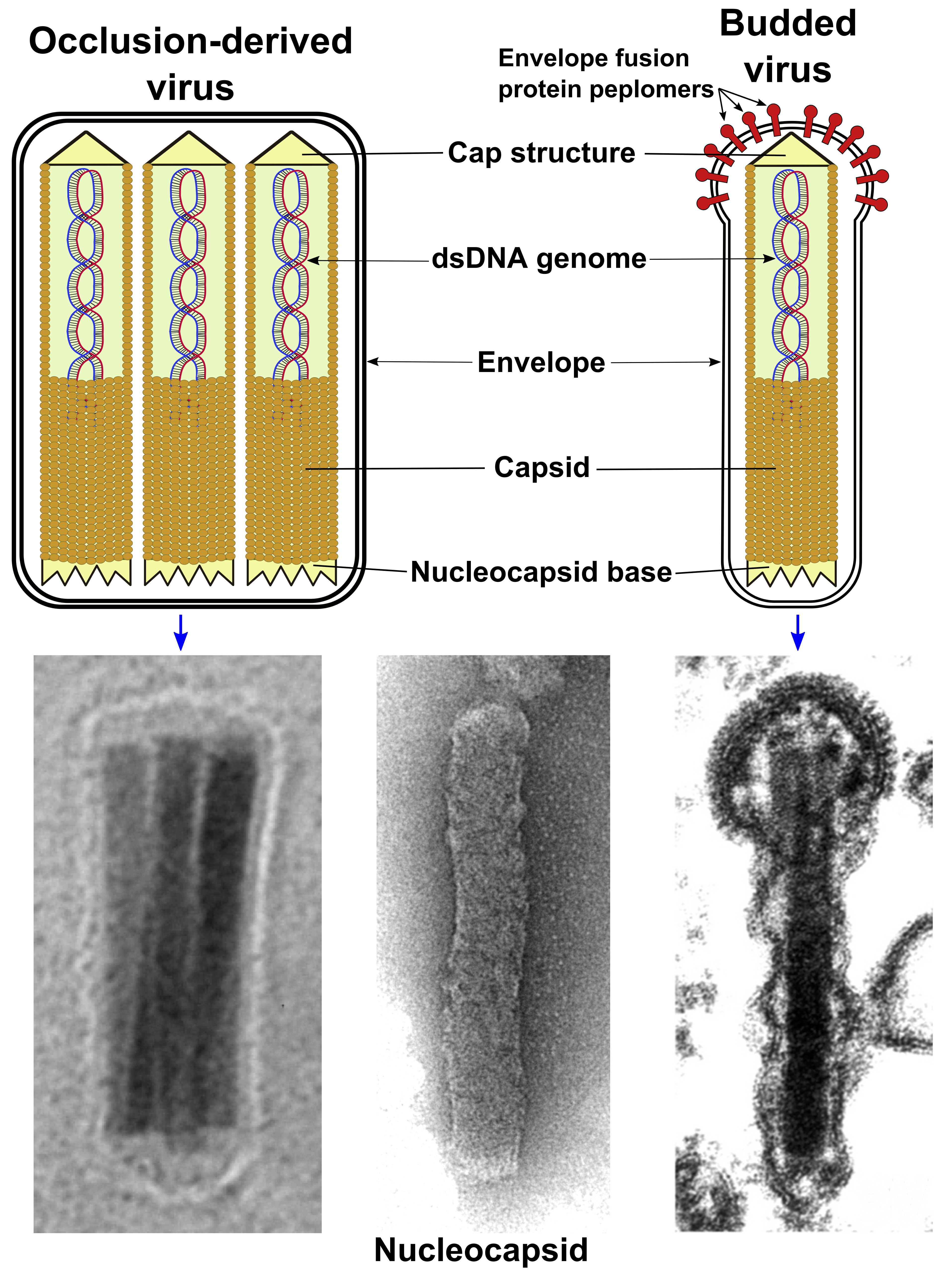

바쿨로바이러스과(Baculoviridae)는 바이러스의 한 과이다. 가장 많이 연구된 절지동물인 나비목, 벌목, 쌍시목이 자연 숙주 역할을 한다. 현재 85종이 이 계열에 속하며, 4개 속으로 분류된다.
바쿨로바이러스는 곤충을 감염시키는 것으로 알려져 있으며, 600종 이상의 숙주 종이 설명되었다. 나비목 종(나방과 나비)의 미성숙(유충) 형태가 가장 흔한 숙주이지만, 이 바이러스는 톱파리와 모기도 감염시키는 것으로 밝혀졌다. 바쿨로바이러스는 배양된 포유류 세포에 들어갈 수 있지만, 포유류나 다른 척추동물 세포에서 복제할 수 있는 것으로 알려져 있지 않다.
1940년대부터 작물 밭에서 생물 살충제로 널리 사용되고 연구되었다. 바쿨로바이러스는 80~180kbp 범위의 원형 이중 가닥 DNA(dsDNA) 게놈을 포함한다.

## 같이 보기
- 범갑각류